# Jörg Bertholdt
Jörg Bertholdt (* 1964) ist ein ehemaliger deutscher Volleyballspieler.
Jörg Bertholdt war Ende der 1980er und Anfang der 1990er Jahre einer der besten Blockspieler Deutschlands und tauchte regelmäßig in den Ranglisten des deutschen Volleyballs auf. Er spielte in der Bundesliga zunächst beim TSV 1860 München und wechselte 1989 mit der kompletten Mannschaft zum TSV Milbertshofen, wo er 1990 Deutscher Pokalsieger und 1991 Deutscher Meister wurde. Seine erfolgreiche Karriere beendete Jörg Bertholdt 1994 beim ASV Dachau.
Jörg Bertholdt war auch vielfacher deutscher Nationalspieler. Er ist mit der ehemaligen Basketball-Nationalspielerin Stephanie Pfeiffer verheiratet. Die gemeinsame Tochter Marie Bertholdt wurde wie die Mutter Nationalspielerin im Basketball. Er zog mit seiner Familie in die Vereinigten Staaten, wo Bertholdt im Bereich Elektronische Datenverarbeitung tätig wurde.